# 成露茜
成露茜（1939年2月11日—2010年1月27日）是一位台灣社會學家、報紙創辦人、左翼實踐者，祖籍湖南湘鄉，為成舍我的么女，曾任《台灣立報》、《破報》、《四方報》三報發行人兼社長、傳記文學社社長，並曾於洛杉磯大學、國立臺灣大學、世新大學擔任教職。成露茜左派立場鮮明，也不諱言自己是馬克思主義者，這與當時台灣社會有很大的衝突，因此她在美國期間曾被蔣經國政府列入黑名單。
她創辦左翼立場濃厚的《破報》和給越裔和泰裔移民的《四方報》，她希望能為弱勢族群、女性發聲。

## 生平

### 到台灣之前
成露茜出生於香港，由於當時正值中日戰爭，幼年時為逃難隨父親、當時知名報人成舍我在桂林、重慶、北平等地居住過。不同於她的哥哥決心投向中國共產黨，1952年她與姐姐成嘉玲隨父母移居台灣。

### 學生時期、赴美

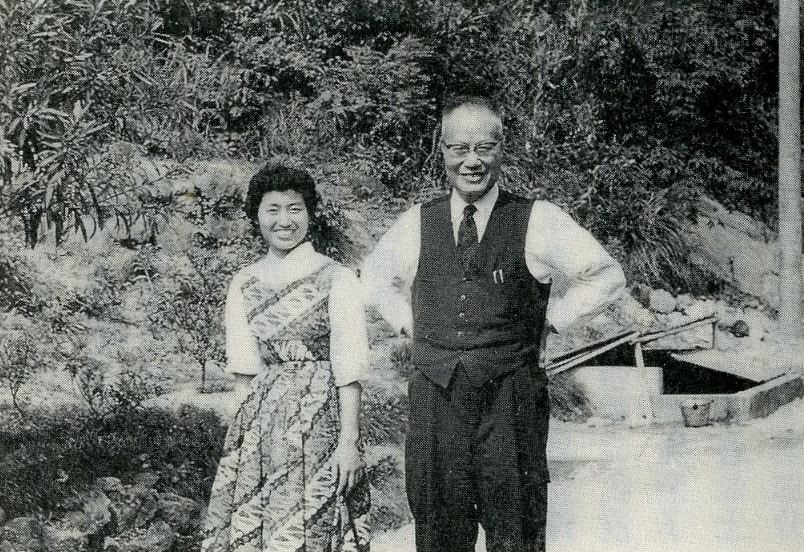
1956年在台北世新大學的成露茜和父親

她畢業於北一女，考取台灣大學外文系。由於對台灣教育環境不滿，成露茜於大二時申請到夏威夷大學音樂學系，不顧父親反對出國唸書。主修鋼琴的她到處打工以賺取生活費，但因體力無法負荷長時間彈鋼琴而改修社會學、副修音樂系。
在夏威夷大學就學期間因兼職擔任有錢人家的保母，卻飽受白人雇主不斷以帶有階級歧視的言語諷刺，讓她開始關注弱勢以及階級問題；而在圖書館打工，接觸到馬克思主義和來自中華人民共和國的書籍，讓她思想開始左傾。
她獨自在美國完成學業芝加哥大學圖書資訊碩士、夏威夷大學社會學碩士、夏威夷大學社會學博士，並於1970年在洛杉磯加州大學任教。在美期間，她走訪各墓園抄了數以千計的華裔女性死者姓名，並發表了論文〈自由、賣身和成為奴役：十九世紀美國的華裔妓女〉（Free, Indentured, and Enslaved: Chinese Prostitutes in 19th Century America），慘遭各界無情批評，華人認為她專挑妓女來研究，讓華人污名化；她卻認為，妓女也是有力量的，如果她沒有做此研究，就沒有人為這些弱勢族群發聲。而這篇論文，也成了她日後被引用最多的文章。
在洛杉磯大學任教期間，成露茜由於左派立場和學生運動親近，獲學生支持而獲聘為亞美研究中心（Asian American Study Center）主任（1972年─1987年）。1985年她在UCLA成立環太平洋研究中心（Center of Pacific Rim Studies），期望打破國界以世界體系的觀點研究，但該計畫在她1990年離開後便無人接替。

### 與中華人民共和國接觸
1972年為完成成舍我的願望，她踏上中華人民共和國土地尋找哥哥成思危和二姐成幼殊，並與時任中華人民共和國國務院總理周恩來會晤。1979年美國與中華民國斷交，轉與中華人民共和國建交，她與洛杉磯加州大學代表團於隔日便訪問中國大陸，展開學術交流。
成露茜左翼立場濃厚，早被蔣經國政府列為黑名單無法返台，但她日後藉洛杉磯加州大學校長訪台交流一起返台，才正式解除黑名單。

### 返台
1991年成舍我在病榻時多次希望成露茜能夠返國，成舍我逝世後成露茜開始任教世新大學、接掌《台灣立報》，開始台美兩地奔波，直到2001年她正式自加州大学洛杉矶分校退休。
1993年她在國立台灣大學建築與城鄉研究所擔任兼任教授，並在當時民風尚稱保守時，開設「性別與發展」課程，她也要求學生苦讀第三世界的閱讀教材以了解發展中國家農鄉發展經驗。
1996年她在世新大學創辦社會發展研究所，並擔任兩屆所長，延續在美國的亞美研究中心的經驗與概念；她也大膽創新地在該院實行對話式教學法。之後成露茜轉任傳播學院院長，並於2006年開始規劃舍我紀念館。
成露茜所主持的《台灣立報》，在沒有商業資本支持下堅持批判、社運、教育的觀點，堅持做另類媒體，認為這能促使社會進步；她更集結左派勢力在《台灣立報》裡開闢專欄。1995年她創辦立場更左、藝術的《破報》，至今仍為台灣唯一青年另翼刊物；關注弱勢族群的她，也於2006年指派報社同仁張正、廖雲章、邱德貞為移民創辦了越語與泰語的《四方報》。
2010年初因癌症逝世在台大醫院，洛杉磯加州大學為此降半旗一天哀悼。
2011年獲頒金鼎獎雜誌類特別貢獻獎。

## 軼事
- 「茜」字依照中華民國教育部《國語辭典》正確念法是「ㄑㄧㄢˋ」（音同「倩」），但她卻希望大家叫她成露「茜」（ㄒㄧ，音同「西」）。

## 紀念影像、書籍
成露茜逝世後便在台灣左派、世新大學、學界引起一連串的紀念活動。
2011年，摯友、《天下雜誌》創辦人殷允芃為其製作拍攝的紀錄片《綿延的生命 Lucie的人生探索》於1月23日台灣公共電視首播，並獲得2012年金穗獎之最佳紀錄片。
林秀姿為成露茜撰寫的傳記《燦爛時光：Lucie的人生探索》於1月17日發行。

## 著作
- 《連結我們的人生：洛杉磯華人女性(Linking our lives : Chinese American women of Los Angeles)》(成露茜、趙美心，Calif.: The Society，美國)
- 《近代中國婦女史英文資料目錄》（成露茜主編，中央研究院近代史研究所，1984年台灣）
- 《臺山僑鄉與新甯鐵路》（成露茜、鄭德華著，中山大學，1991年中國）
- 《媒體識讀: 一個批判的開始》（成露茜、羅曉南等著，正中出版社，2004年台灣）

## 外部連結
- 成露茜博士紀念網站
- 《燦爛時光  Lucie的人生探索》 （页面存档备份，存于）
- 《綿延的生命--Lucie的人生探索》預告片 （页面存档备份，存于）
- 紀念左翼前輩成露茜 （页面存档备份，存于）
- 資產家的女兒 專為弱勢發聲[永久]
- 燦爛人生 成露茜紀錄片傳記留念[永久]
- Lucie Cheng成露茜「燦爛時光」Facebook紀念專頁
- 成露茜Facebook （页面存档备份，存于）
- UCLA Asian American Studies Center （页面存档备份，存于）